# Sutera
Sutera település Olaszországban, Szicília régióban, Caltanissetta megyében. Lakosainak száma 1178 fő (2023. január 1.). Sutera Acquaviva Platani, Bompensiere, Campofranco, Casteltermini, Milena és Mussomeli községekkel határos.

## Népesség
A település lakossága az elmúlt években az alábbi módon változott:
| Lakosok száma | 1389 | 1352 | 1178 |
|               | 2017 | 2018 | 2023 |